# Кафка на пляже
«Кафка на пляже» — девятый роман японского писателя Харуки Мураками, издан в 2002 году.
Включён в список 10 лучших романов 2005 года The New York Times и награждён Всемирной премией фэнтези.
Авторы перевода романа на русский язык — Иван и Сергей Логачёвы.

## Сюжет
В центре произведения — две судьбы, подростка Кафки Тамура, убежавшего из дома от мрачного пророчества своего отца, и старика Накаты. На судьбы героев, жителей Японии второй половины XX века, влияют пророчества, посланцы потустороннего мира и кошки.
Кафка Тамура в день своего пятнадцатилетия убегает из дома из-за не складывающихся отношений с отцом.
Тот ещё в детстве высказывает пророчество, перекликающееся с греческим мифом об Эдипе, что его сын будет жить с матерью и сестрой (они ушли из семьи, когда мальчику было 4 года) и убьёт своего отца. Уехав из Токио, района Накано, он оказывается в городе Такамацу на юге японских островов, и берёт себе новое имя — Кафка.
Параллельно развивается сюжет о Накате — человеке, который в годы Второй мировой войны, будучи ещё мальчиком, оказался свидетелем пролета над деревней, где он находился в эвакуации, неопознанного летающего объекта. После встречи с ним Наката получил ряд паранормальных способностей, однако заплатил за это отставанием в умственном развитии. В описываемое время он тоже живёт в Накано, получая небольшую пенсию по инвалидности. Кроме кошек, с которыми он может общаться с такой же лёгкостью, как обычные люди — между собой, у него нет ни друзей, ни близких. Благодаря своему уникальному дару Наката может разыскать на улице сбежавшую из дома кошку, и выполнение таких заданий составляет немалую часть его заработка.
В Такамацу Кафка Тамура встречает людей, которые принимают участие в его судьбе, — администратора частной библиотеки Осиму, ее директора Саэки-сан и девушку Сакуру. Он влюбляется в Саэки-сан, хотя и считает её своей матерью, Сакуру же — своей сестрой.
Наката убивает отца Тамуры, Охотника на Кошек, который называет себя «Джонни Уокер», и в это же время Кафка обнаруживает себя без сознания в парке, испачканного кровью.
Наката начинает долгий путь из Токио в Такамацу, а Кафка разбирается в перипетиях судьбы Саэки-сан. Повинуясь велению потусторонних сил, Наката открывает проход в неизвестный мир, и через этот проход Кафка попадает в поселение вне времени, где встречает людей, покинувших этот мир. Тем не менее он выбирает реальность, проход закрывается, а Наката умирает. Умирает и Саэки-сан.
Кафка Тамура, не избежав пророчества отца, тем не менее находит свой путь в жизни и возвращается в Токио.

## Герои романа

### Главные герои
- Кафка Тамура — подросток из Токио, Нагано. В детстве его мать бросила семью и ушла вместе с сестрой. С отцом практически не общался;
- Сатору Наката — слабоумный старик, который не умеет читать и не умеет писать, но обладает сверхъестественными способностями: общаться с кошками (впоследствии утратил эту способность), лечить людей (вылечил спину Хосино, дальнобойщика), предсказывать будущее (падение рыбы и пиявок с неба).

### Остальные герои
- Осима — работник библиотеки, который подружился с Тамурой и помогал ему. Считает себя мужчиной, но биологически является женщиной.
- Саэки-сан — управляющая библиотеки, которая в молодости пережила смерть возлюбленного, после чего «закрылась» в себе, написала песню «Кафка на пляже» и книгу про людей, которые пережили удар молнией.
- Хосино — дальнобойщик, случайно на стоянке встретил Накату и стал ему помогать.

## Влияние романа
Главный герой фильма «Амфетамин» 2010 года носит имя юноши из романа — Кафка.